# Клан Барклай

Герб вождів клану Барклай.

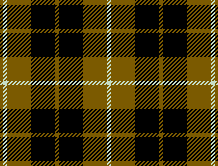
Тартан клану Барклай.

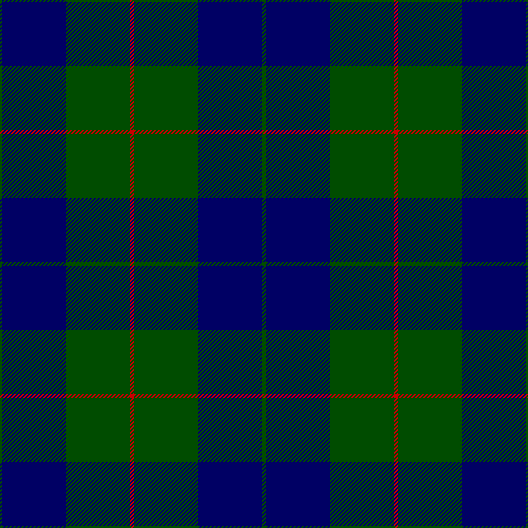
Тартан клану Барклай (другий варіант).

Клан Барклай (шотл. - Clan Barclay) – один з рівнинних кланів Шотландії. 
Гасло клану: Aut agere aut mori – Або діяти, або померти (лат.)

## Історія клану Барклай

### Походження клану Барклай
Ще у XVIII столітті історики писали, що походження клану Барклай є  малодослідженим. Припускали, що клан шотландський Барклай або Берхелай (гельск. – Berchelai) походить від англо-норманської родини Берклі з графства Глостеншир. Але більшість істориків заперечували англійське походження цього клану. В енциклопедії «Клани Шотландії» Колінса повідомляється, що клан Барклай походить від французького лицаря Роджера де Бершеле, що під час норманського завоювання разом з Вільгельмом Завойовником прибув до Англії і оселився в графстві Глостершир. Цей лицар згадується в «Книзі Судного Дня» у 1086 році. Його нащадки отримали титул графа Берклі і збудували замок Берклі у 1153 році. Але деякі з його нащадків переїхали в Шотландію і оселились в Абердинширі і Файфі. 
Сімейна традиція стверджує, що шотландський клан Барклай походить від Джона де Берклі, що був сином Роджера де Бершеле. Джон переселився в Шотландію в 1069 році зі святою Маргаритою. Згідно іншої версії, Джон де Берклі приїхав в Шотландію в 1124 році з королевою Мод, дружиною короля Шотландії Давида І. 
Іншу версію походження клану Барклай висунув історик Барроу Г. В. С. (шотл. - G. W. S. Barrow). Він вказує на селище Берхелей або Берклі в Сомерсеті. У 1086 році селище Берхелей належало Роберту Арундела, що був основним орендарем цим земель. Він мав помістя Арундел, садибу Кері Фільцпайн (в місцевості Чарлтон Макерелл) біля замку Кері. Коли Генрі Ловел володів замком Кері, в Шотландії з’являються імена Годфрі де Арундел та Вальтер де Берклі. 
Клан Барклай у XII столітті швидко став сильним і впливовим кланом в Шотландії. У 1165 році сер Волтер де Берклі був Чемберленом Шотландії при королі Вільямі І Леві. Сер Девід Барклай був соратником Роберта Брюса і брав участь у  війнах за незалежність Шотландії. У битві під Метвен він потрапив у англійський полон. Чоловіча лінія вождів клану Барклай Гартлі закінчилась у 1456 році на Волтері, що був каноніком з Мореї. Його сестра вийшла заміж за лерда Барклая Тоуві і титул вождя клану перейшов до цієї гілки клану, що була відома з 1165 року і володіла замком Тоуві. У XII – XIII століттях клан Барклай володів землями в Кінкардинширі і на сході Шотландії. 
Найвідомішою гілкою клану Барклай була гілка Барклай Махерс (Матерс). До цієї лінії належали видатні маршали, квакери, банкіри. Барроу зазначає, що ця лінія виникла у кінці XII століття. У грамоти короля Вільяма Лева зазначається, що клану Барклай були подаровані маєтки Лауренкеркік та Фордоун. Власниками стали Хамфрі син Тібо та його дружина Агата. Агата мала прізвище де Берклі, її чоловік прийняв це прізвище. В грамоті сказано, що прізвище батька Хамфрі було де Адевілл. Гілка Барклай Махерс ведуть свій родовід від Олександра де Барклі, що одружився зі спадкоємицею маєтку Махерс у 1315 році. Вона була сестрою великого маршала Шотландії. Їх нащадки володіли цими землями, поки в XVI столітті Девід Барклай був змушений їх продати із за фінансової скрути. 

### XVII століття
У XVII столітті одна з гілок клану Барклай утвердилась в Ері, що біля Стонхейвена в Кінкардінширі. Цю гілку клану називають Барклай Ері. Полковник Девід Барклай був професійним військовим-найманцем, що воював за короля Швеції Густава Адольфа. Він повернувся з Швеції у званні майора, коли в Шотландії вибухнула громадянська війна. Під час громадянської війни Девід Барклай став полковником і командував полком роялістів, воював за короля Карла І. Він пішов у відставку у 1647 році і купив маєток Ері, але після реставрації монархії у 1660 році він був кинутий за ґрати і звинувачений у нелояльності до уряду, але потім був звільнений. У в’язниці він зустрівся з квакерами, зокрема з лордом Суїнтоном, що навернув його до секти квакерів. Старший син Девіда – Роберт Барклай теж був квакером, написав і опублікував книгу про суть віровчення квакерів у 1675 році. Він був призначений губернатором Східного Джерсі. Другий син Роберта Барклая – Девід Барклай заснував «Барклайс банк».  
Інша гілка клану Барклай – барони Тоуві (шотл. – Towie) була залучена до морської торгівлі у XVII столітті зі Скандинавією та країнами Балтійського моря. У 1621 році сер Патрік (Пітер) Барклай – XVII барон Тоуві підписали лист щодо прав Джона та Пітера Барклай – торговців у місті Банф (Абердиншир). Ці торговці вирішили оселитися в місті Росток, що належав тоді Лівонському ордену. 
Були ще гілки клану Барклай: Барклай Колленрі з Файфу, Барклай Пірстон з Аргайллширу, Барклай Толлі з Абердинширу. Гілка Толлі отримала свої землі у 1100 році і володіла ними до продажу їх Чарльзом Майтлендом-Барклаєм Тіллікурті, що у 1752 році одружився з останньою спадкоємицею роду – Ізабель Барклай. Із німецької ганзейської гілки цього клану походить генерал-фельдмаршал Барклай де Толлі (1761 – 1818). 
Нинішній вождь клану Барклай походить з гілки Барклай Тоуві.
У Західній Грузії є рід Барклай, що вважає своїм предком одного з нащадків клану Барклай, що переселився до Грузії кілка століть тому. 

### Клан Барклай та Наполеонівські війни
Через п’ять поколінь після Пітера Барклая народився Міхаел Барклай де Толлі, що пішов на службу російському царю і став називатись Михайло Богданович Барклай де Толлі. Він був призначений головнокомандувачем російських військ у 1810 році. Тоді факт призначення головнокомандувачем шотландця обурив російське дворянство, проте його успіхи у війні з Наполеоном принесли йому славу і шанування в Росії. 

## Замки клану Барклай
Клану Барклай раніше належав замок Тоуві Барклай.

## Вождь клану Барклай
Нинішнім вождем клану Барклай є Петер Чарльз Тоуві Барклай. 